# Miljoenentreinmonument
Het Miljoenentreinmonument is een oorlogsmonument in de Nederlandse plaats Sluiskil, gemeente Terneuzen. Het bevindt zich op een grasveldje tussen de Isabellastraat en de Groenoord.
Het monument, in de vorm van een locomotief, herinnert aan een episode in 1944, waarbij de uit Frankrijk en België vluchtende Duitsers een zeer lange trein vol gestolen goederen naar Zeeuws-Vlaanderen lieten rijden. Deze trein bleef echter staan te Sluiskil, omdat hij de brug niet over kon, aangezien deze van explosieven was voorzien. De vluchtende Duitsers lieten de trein tijdelijk onbeheerd, waarop de bewoners hun slag sloegen.
De locomotief is afkomstig van de in 2000 gesloten cokesfabriek ACZC en memoreert ook deze ooit voor Sluiskil zo belangrijke fabriek.